# Гидроторакс
Гидрото́ракс (лат. hydrothorax от др.-греч. ὕδωρ — вода + θώραξ — грудь) — скопление жидкости невоспалительного происхождения (транссудата) в плевральной полости. 
Может возникать при сердечной недостаточности, сопровождающейся застоем крови в большом круге кровообращения; заболеваниях почек, особенно с формированием нефротического синдрома; циррозах печени; асците различного генеза; синдроме нарушенного всасывания; алиментарной дистрофии; перитонеальном диализе; микседеме; при опухолях средостения.

## Патогенез
Основным механизмом накопления жидкости в плевральных полостях при сердечной недостаточности является повышение гидростатического давления в большом и малом кругах кровообращения. 
Формирование гидроторакса при болезнях почек, синдроме нарушенного всасывания, алиментарной дистрофии и микседеме обусловлено снижением онкотического давления плазмы крови в результате гипоальбуминемии. 
Развитие гидроторакса при асците и перитонеальном диализе связано с непосредственным поступлением жидкости из брюшной полости в плевральную через поры в диафрагме в результате повышения внутрибрюшного давления. 
При циррозах печени гидроторакс может быть обусловлен как гипоальбуминемией, так и проникновением асцитической жидкости из брюшной полости в плевральную. 
Гидроторакс при опухолях средостения возникает вследствие местного нарушения оттока крови и лимфы.

## Клиническая картина
Клиническая картина гидроторакса определяется объёмом жидкости в плевральных полостях и симптомами заболевания, послужившего его причиной. 
В большинстве случаев гидроторакс бывает двусторонним. Объём плеврального выпота может быть незначительным или массивным, достигая нескольких литров. 
Значительное накопление жидкости в плевральных полостях приводит к сдавлению лёгких и смещению органов средостения, что сопровождается появлением симптомов дыхательной недостаточности — одышки, цианоза. 
Лихорадка, боли в грудной клетке не характерны. 
Гидроторакс нередко сочетается с периферическими отёками, распространённым отёком подкожной клетчатки (анасаркой), скоплением транссудата в полости перикарда — гидроперикардом. 
У больных обычно выявляются тяжёлые болезни сердца, почек, печени и другие патологические состояния, послужившие причиной развития гидроторакса.

## Диагностика
При физикальном исследовании над зоной накопления жидкости удаётся выявить ослабление или отсутствие голосового дрожания; приглушённый или тупой перкуторный звук с косой верхней границей; отсутствие дыхательных шумов. Важным диагностическим признаком плеврального выпота является смещение перкуторной границы тупости при изменении положения больного.
Рентгенологическое исследование позволяет обнаружить гомогенную тень жидкости с верхней границей, смещающейся при наклоне тела. Обязательным условием правильного распознавания плеврального выпота является рентгенологическое исследование в латеропозиции. С помощью ультразвукового метода можно выявить даже небольшое количество жидкости в плевральной полости и выбрать место для плевральной пункции. 
Плевральная пункция при гидротораксе носит лечебно-диагностический характер. Помимо лечебного эффекта при массивном гидротораксе, она позволяет уточнить характер плеврального выпота и провести дифференциальный диагноз с плевритом, гемотораксом и хилотораксом. 
Так, транссудат в отличие от экссудата, накапливающегося в плевральной полости при плеврите, представляет собой прозрачную жидкость соломенно-жёлтого цвета, иногда геморрагического характера, не имеющую запаха, с щелочной реакцией. Количество белка в нём не превышает 30 г/л, удельный вес обычно колеблется от 1,006 до 1,012 г/мл. Содержание фибриногена скудное. После центрифугирования при микроскопии осадка обнаруживают клетки эндотелия (мезотелия), небольшое количество лейкоцитов — менее 1000 в 1 мкл. 
При гемотораксе во время плевральной пункции получают кровь, при хилотораксе — лимфу.

## Лечение
Лечение направлено на устранение причины гидроторакса, т.е. лечение основного заболевания (сердечной недостаточности, цирроза и др.) вызвавшего развитие гидроторакса.
При массивном гидротораксе, сопровождающемся дыхательной недостаточностью, показано медленное удаление содержимого плевральной полости во время плевральной пункции.

## Гидроторакс у животных
Заболевание регистрируется сравнительно редко, преимущественно среди собак и лошадей. В большинстве случаев гидроторакс является симптомом при общей водянке организма или сердечно-сосудистой недостаточности. В первое время с помощью компенсаторных механизмов газообмен в организме поддерживается на достаточном уровне. При прогрессировании накопления транссудата в плевральной полости наступает резко выраженное расстройство легочного, а затем и тканевого газообмена, что может быть причиной смерти от асфиксии или паралича сосудо-двигательного центра. Диагноз ставят на основании характерных клинических признаков и рентгенологических исследований. Пункцией плевральной полости получают транссудат. В отличие от плеврита не выражена болезненность межреберных промежутков.